# Aname carina
Espèce
Aname carina est une espèce d'araignées mygalomorphes de la famille des Anamidae.

## Distribution
Cette espèce est endémique du Queensland en Australie. Elle se rencontre dans le parc national de Forty Mile Scrub et vers Herberton.

## Description
La carapace de la femelle paratype mesure 11,10 mm de long sur 8,30 mm et l'abdomen 11,70 mm de long sur 6,90 mm.
Le mâle décrit par Wilson, Harvey, Simmons et Rix en 2025 mesure 24,80 mm et la femelle 26,69 mm.

## Systématique et taxinomie
Cette espèce a été décrite par Raven en 1985.

## Publication originale
- Raven, 1985 : « A revision of the Aname pallida species-group in northern Australia. » Australian Journal of Zoology, vol. 33, no 3, p. 377-409.